# Rhachisaurus brachylepis
Rhachisaurus brachylepis är en ödleart som beskrevs av  Dixon 1974. Rhachisaurus brachylepis är ensam i släktet Rhachisaurus som ingår i familjen Gymnophthalmidae. Inga underarter finns listade i Catalogue of Life.
Arten har små extremiteter med fyra fingrar vid framtassen och fyra tår vid bakfoten. Den liknar en mask i utseende.
Denna ödla förekommer i delstaterna Pará och Minas Gerais i Brasilien. Den vistas främst i galleriskogar och den gömmer sig under stenar samt i jordhålor. Arten föredrar bergland. Exemplaren blir utan svans ungefär 61 mm långa. Honor lägger ägg.
Beståndet hotas av landskapsförändringar. Populationens storlek är okänd. IUCN listar arten med kunskapsbrist (DD).